# BuEV Danzig
Maillots
Le BuEV Danzig fut un club allemand de football localisé dans la ville de Dantzig, en province de Prusse-Occidentale. De nos jours, "Dantzig" est Gdańsk en Pologne.

## Histoire
Ce club fut le premier club de football de la ville de Dantzig. Il fut fondé le 18 avril 1903 sous l'appellation Fußball Club Danzig. En 1905, il adopta la dénomination de Ballspiel- und Eislauf-Verein Danzig afin de monter l'intérêt de ses membres autant pour le football que pour la patinage sur glace.
Entre 1916 et 1930, le club prit le nom de Verein für Leibesübungen (VfL) Danzig, avant de redevenir le BuEV.
Au début du XXe siècle, ce club fut un des plus importants de sa région. Il disputa cinq finales de sa fédération (la Baltischer Rasendsport Verbands), entre 1908 et 1913. Cependant, il ne remporta le titre régional qu'une seule fois, en 1912 lorsqu'il battit le VfB Königsberg (3-2). Cela lui permit de participer à la phase finale du championnat national. Le BuEV s'inclina dès le premier tour contre le BTuFC Viktoria 89 Berlin (0-7).
En 1933, après la réorganisation des compétitions de football exigée par les Nazis dès leur arrivée au pouvoir, le BuEV Dantzig joua dans la Gauliga Prusse orientale, une des seize ligues (équivalent D1) instaurées par le régime totalitaire. En 1940, comme tous les clubs de Danzig et de sa région, le club fut versé dans la Gauliga Dantzig-Prusse occidentale nouvellement créée. 
En 1935, le BuFV Danzig remporta sa Division mais s'inclina (0-2) en finale de pour le titre de la Gauliga contre SV Yorck Boyen Insterburg (un club de la ville d'Insterburg, aujourd'hui Tchernyakhovsk, dans l'enclave russe de Kaliningrad) .
En 1937 et 1940, le club participa à la Tschammer Pokal (l'ancêtre de l'actuelle DFB-Pokal).
Après la Seconde Guerre mondiale, la région de Dantzig devint polonaise. La population allemande de la région fut expulsée et comme tous les clubs allemands, le BuEV fut dissous.

## Palmarès
- Champion du "Championnat de la Baltique" : 1912

## Sources et liens externes
- Das deutsche Fußball-Archiv Historique des classements du championnat allemand
- Der Fußball in Ostpreußen und Danzig (fr: Football en Prusse orientale et à Dantzig)